# Furcifer lateralis
Furcifer lateralis  (лат.) — вид ящериц из семейства хамелеонов, эндемик Мадагаскара.
Эти хамелеоны могут достигать в длину 25 см. Эти животные имеют красивую, разноцветную окраску. Основной цвет серый, коричневый или зелёный. Чаще характерен различный разноцветный рисунок с яркими белыми боковыми полосами. Самки более разноцветные. Ярким окрасом самки отличаются в период спаривания или беременности. На теле есть рисунок вроде ковра. Типичными для рисунка на теле являются продольные полосы, которые всегда можно распознать даже у новорожденных животных. Также характерными для этого хамелеона являются овальные боковые пятна, которые сильно различаются для разных представителей этого вида.
Вид распространён на острове Мадагаскар за исключением севера и северо-запада. Обитает в тропических дождевых и сухих лесах, влажных травяных саваннах, лугах. Питается насекомыми и другими беспозвоночными и членистоногими.
Яйцекладущая ящерица. Половая зрелость наступает в 6 месяцев. После периода беременности продолжительностью от 30 до 52 дней самки откладывают 4—23 яйца, которые они закапывают в самостоятельно вырытую яму глубиной 10 см. За сезон бывает 4—5 кладок. Уже через 14 дней после откладывания яиц самка снова может спариваться. Каждая кладка укорачивает жизнь самки. Через 154—378 дней появляются молодые хамелеоны.
В неволе живёт до 3—4 лет.